# 名古屋貨物ターミナル駅
名古屋貨物ターミナル駅（なごやかもつターミナルえき）は、名古屋市中川区掛入町3丁目にある日本貨物鉄道（JR貨物）の貨物駅である。
営業キロ上は名古屋臨海高速鉄道あおなみ線荒子駅 - 南荒子駅間の駅であるが、線路等の施設は小本駅 - 中島駅間に広がる。

## 歴史
- 1980年（昭和55年）10月1日：国鉄東海道本線貨物支線（通称：西名古屋港線）の駅として開業[1]。当時は、笹島駅 - 西名古屋港駅間の中間駅だった[1]。
- 1987年（昭和62年）4月1日：国鉄分割民営化により、JR貨物が継承[1]。
- 1995年（平成7年）3月6日：カーラックシステムを使用した、新潟貨物ターミナル駅への自動車輸送開始。
- 1997年（平成9年）3月6日：米子駅への自動車輸送開始。
- 1998年（平成10年）3月30日：東海道本線貨物輸送力増強工事により、稲沢駅 - 当駅間が電化される[2]。当駅構内についても着発線・荷役線の延伸・電化などの改良が行われる。
- 2001年（平成13年）3月31日：当駅以南の西名古屋港線を廃止。
- 2004年（平成16年）10月6日：貨物支線だった西名古屋港線が、名古屋臨海高速鉄道の旅客線（通称：あおなみ線）として旅客営業開始。
- 2018年（平成30年）6月：構内に、発送貨物の一般トラックから鉄道コンテナへの積替え施設「セルフコンテナステーション」を設置し開業[3]。

## 駅構造

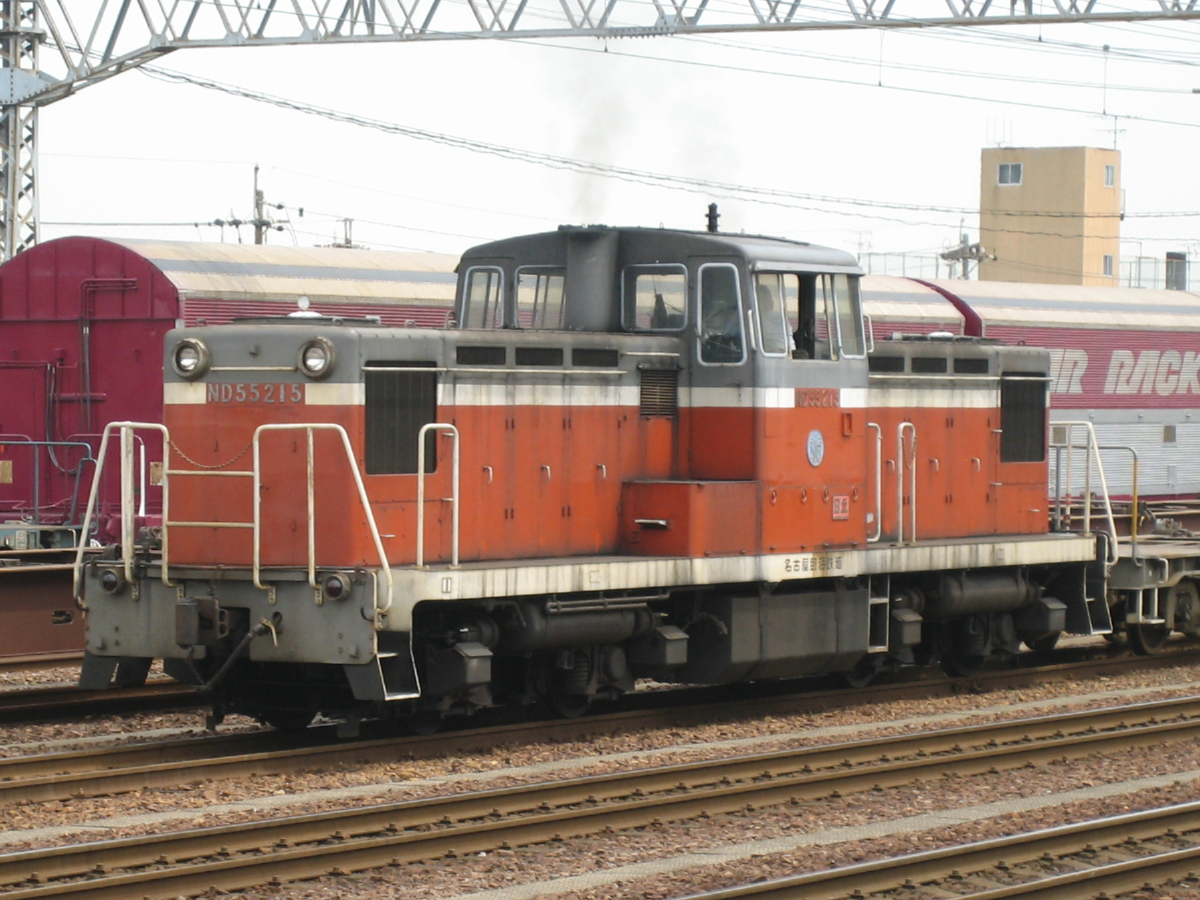
入換作業で使用されているND552形（2007年5月）

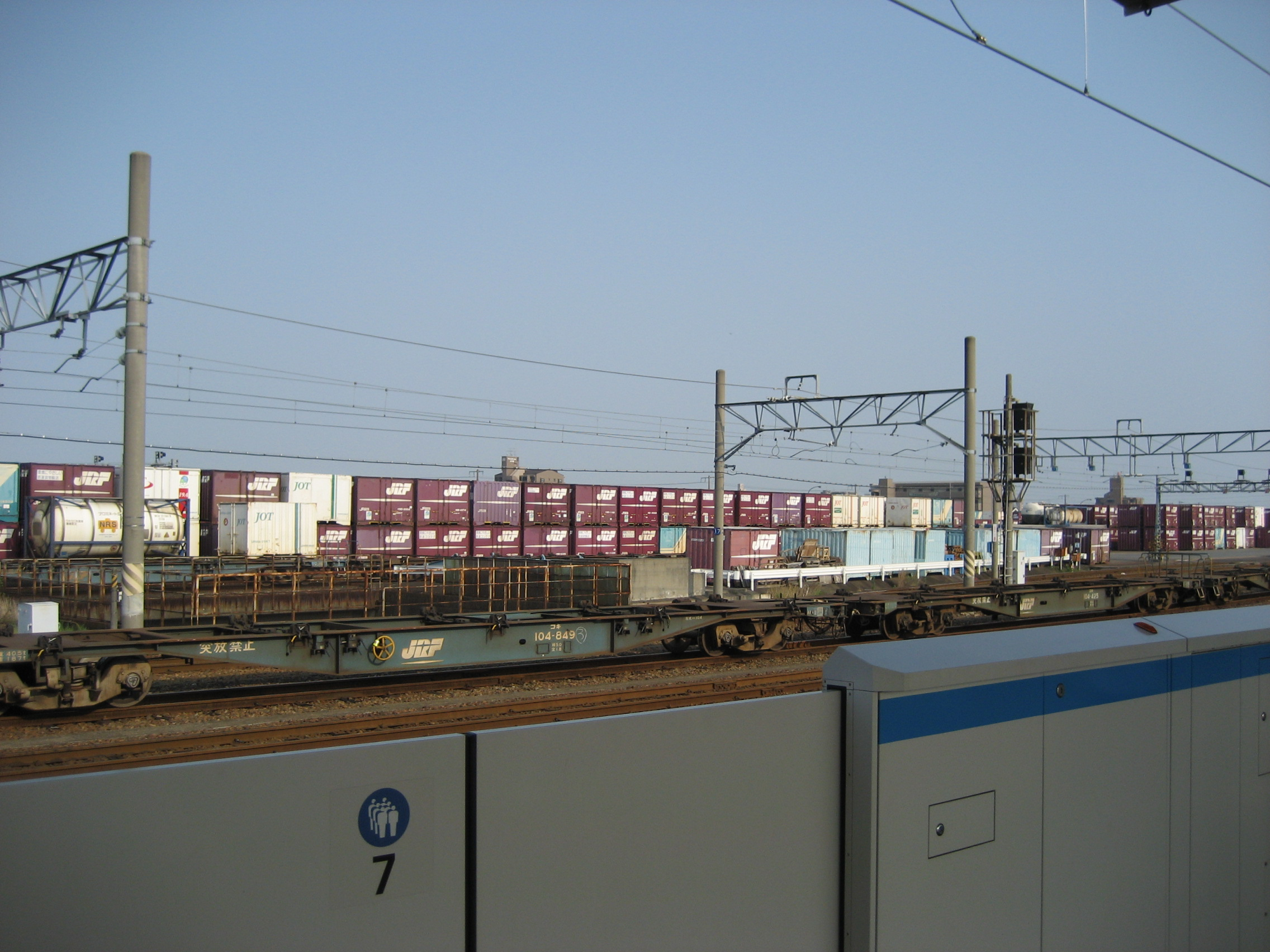
南荒子駅から構内を眺める（2007年7月）

駅の北端は西名古屋港線小本駅 - 荒子駅間に位置し、本線から3本の着発線が分岐している。着発線の南端にコンテナホームがある。4面のコンテナホーム、6本のコンテナ荷役線、10本の仕訳線、3本の留置線を有する。日本で数少ない高架駅の貨物駅で、高架下は倉庫として利用されている。あおなみ線中島駅直近の高架上に3階建ての駅舎があり、駅舎内に営業窓口のJR貨物名古屋営業支店が入っている。
トラックプールがホームの北端のさらに北側（南荒子駅付近）と、ホーム南端の2箇所にある。南端のものは国道1号と直結している。トラックが出入りして線路とも交差するため、構内には第一種踏切が設置されている。
構内の入換・操車業務は、1980年（昭和55年）の開業時から名古屋臨海鉄道に委託されており、構内の入換作業用に名古屋臨海鉄道のディーゼル機関車が常駐していた。当駅構内は、東海道本線貨物輸送力増強工事により1998年（平成10年）に着発線と荷役線（ホーム直前まで）の電化が行われているが、以後も荷役線に到着列車を押し込む等の入換作業は入換機関車によって行われる。2020年（令和2年）以降、JR貨物新鶴見機関区のHD300形ハイブリッド機関車が配属され、名古屋臨海鉄道の機関車が置き換えられたが、構内運転業務は引き続き名古屋臨海鉄道の乗務員が担当している。

## 取り扱う貨物
- 鉄道コンテナ貨物
  - 12ftコンテナ、20ft・30ft大型コンテナ、20ft・40ft ISO海上コンテナを取り扱う。カーラックコンテナによる自動車輸送が新潟貨物ターミナル駅や米子駅へ向けて行われていた。
- 臨時車扱貨物
- 産業廃棄物・特別管理産業廃棄物の取扱許可を得ている。

## 貨物列車・トラック便
以下は2014年3月15日改正時点の状況である。
- コンテナ車で編成された高速貨物列車が、上り（当駅発）19本・下り（当駅着）20本発着する。列車は広島貨物ターミナル駅・福岡貨物ターミナル駅・鹿児島貨物ターミナル駅・岐阜貨物ターミナル駅・新潟貨物ターミナル駅・仙台貨物ターミナル駅・秋田貨物駅・札幌貨物ターミナル駅などを発駅・着駅とする遠方便の他、多治見駅、半田埠頭駅などの近距離便が設定されている[8]。
- 刈谷オフレールステーションへの中継駅となっており、トラック便が刈谷オフレールステーションとの間に1日4.5往復（当駅発が4本）運行されている[9]。

## 集配エリア
トラックによる集配が名古屋市内全域・愛知県尾北地方・三重県北勢地方を主体に行われている。名古屋神宮郵便局（旧・名古屋郵便集中局）への郵便物は当駅より運ばれる。

## 駅周辺
当記事では駅舎周辺の主要施設や道路を扱う。他の地点案内は中島駅 (愛知県)#駅周辺を参照。
- 名古屋臨海高速鉄道中島駅
- 名古屋市立工業高等学校
- スーパージャンボ中川店（駅高架下を利用）
- 中部鋼鈑工場
- 国道1号（昭和橋通）

## その他
当初は笠寺駅から東海道新幹線に沿って南方貨物線が建設される予定だったが、沿線の反対により工事が中断し、1979年に再開される（のちに1983年に国鉄の投資抑制により再度凍結）。翌1980年に当駅が笹島駅の後継として先行開業する形となった。このため東京方面（東北本線系統）から当駅に発着する貨物列車は稲沢駅で機回し（方向転換）を必要とし、東京から関西・中国・四国・九州方面へ直行する列車は当駅を経由しない（稲沢駅では運転士交替のみ）。
当駅から北九州貨物ターミナル駅経由で福岡貨物ターミナル駅まで福山通運専用貨物列車「福山レールエクスプレス号」、当駅から福岡貨物ターミナル駅まで西濃運輸ブロックトレイン「カンガルーライナーNF64」が運行されている。

## 隣の駅
名古屋臨海高速鉄道
西名古屋港線
荒子駅 (AN04) - 名古屋貨物ターミナル駅 - 南荒子駅 (AN05)
- ()内は駅番号を示す。